# Nell Scovell
Nell Scovell (Newton, 8 de noviembre de 1960) es una productora, escritora y directora de televisión estadounidense.

## Carrera
Es la creadora de la serie Sabrina, the Teenage Witch. Ha escrito para las siguientes series: Los Simpson, Coach, Monk, Murphy Brown, Charmed, Newhart, Late Night with David Letterman, NCIS y otras. Fue la primera escritora contratada de la revista SPY y es una escritora de Vanity Fair que trabaja en línea. Ha dirigido dos películas: Hayley Wagner, Star para Showtime y It Was One of Us para Lifetime.

## Filmografía

### Escritora
- Betrayals (2007)
- Navy NCIS: Naval Criminal Investigative Service (3 episodios, 2006-2007)
- Hello Sister, Goodbye Life (2006)
- Monk (2 episodios, 2005)
- Sabrina, the Teenage Witch (130 episodios, 1996-2003)
- Criminology 101 (2003)
- Presidio Med (1 episodio, 2002)
- Charmed (5 episodios, 2001-2002)
- The War Next Door (3 episodios, 2000)
- Providence (2 episodios, 1999)
- Hayley Wagner, Star (1999)
- Sabrina Goes to Rome (1998) (creadora)
- Honey, We Shrunk Ourselves (1997)
- Space Ghost Coast to Coast (1 episodio, 1995)
- The TV Wheel (1995)
- Murphy Brown (4 episodios, 1993-1994)
- The Critic (1 episodio, 1994)
- Coach (5 episodios, 1991-1993)
- Sibs (1991) (episodios desconocidos)
- Los Simpson (1 episodio, 1991)
- Newhart (3 episodios, 1989-1990)
- The Smothers Brothers Comedy Hour (1988)
- Late Night with David Letterman (1982) (episodios desconocidos)

### Productora
- Betrayals (2007) (coproductora)
- Navy NCIS: Naval Criminal Investigative Service (asesora de producción) (21 episodios, 2006-2007) (productora) (1 episodio, 2007)
- Presidio Med (2002) (productora) (episodios desconocidos, 2003)
- Criminology 101 (2003) (productora ejecutiva)
- Charmed (coproductora ejecutiva) (29 episodios, 2001-2002)
- Providence (1999) (asesora de producción) (episodios desconocidos)
- Hayley Wagner, Star (1999) (productora ejecutiva)
- Sabrina, the Teenage Witch (productora ejecutiva) (21 episodios, 1996-1997)
- Coach (1989) (productora) (episodios desconocidos)
- Murphy Brown (1988) (productora supervisora) (episodios desconocidos)

### Directora
- Betrayals (2007)
- Hayley Wagner, Star (1999)